# آب‌انبار شیخ سلیمان
آب‌انبار شیخ سلیمان یک آب‌انبار تاریخی مربوط به دوره قاجاریه است که در شهرستان پارسیان، استان هرمزگان قرار دارد. این اثر در تاریخ یکم آذرماه ۱۳۸۸ با شمارهٔ ثبت ۲۸۱۶۱ به‌عنوان یکی از آثار ملی ایران به ثبت رسیده‌است. این برکه در شهر پارسیان (گاوبندی)، بوستان ملت قرار دارد.